# Festsaal (Wallers)

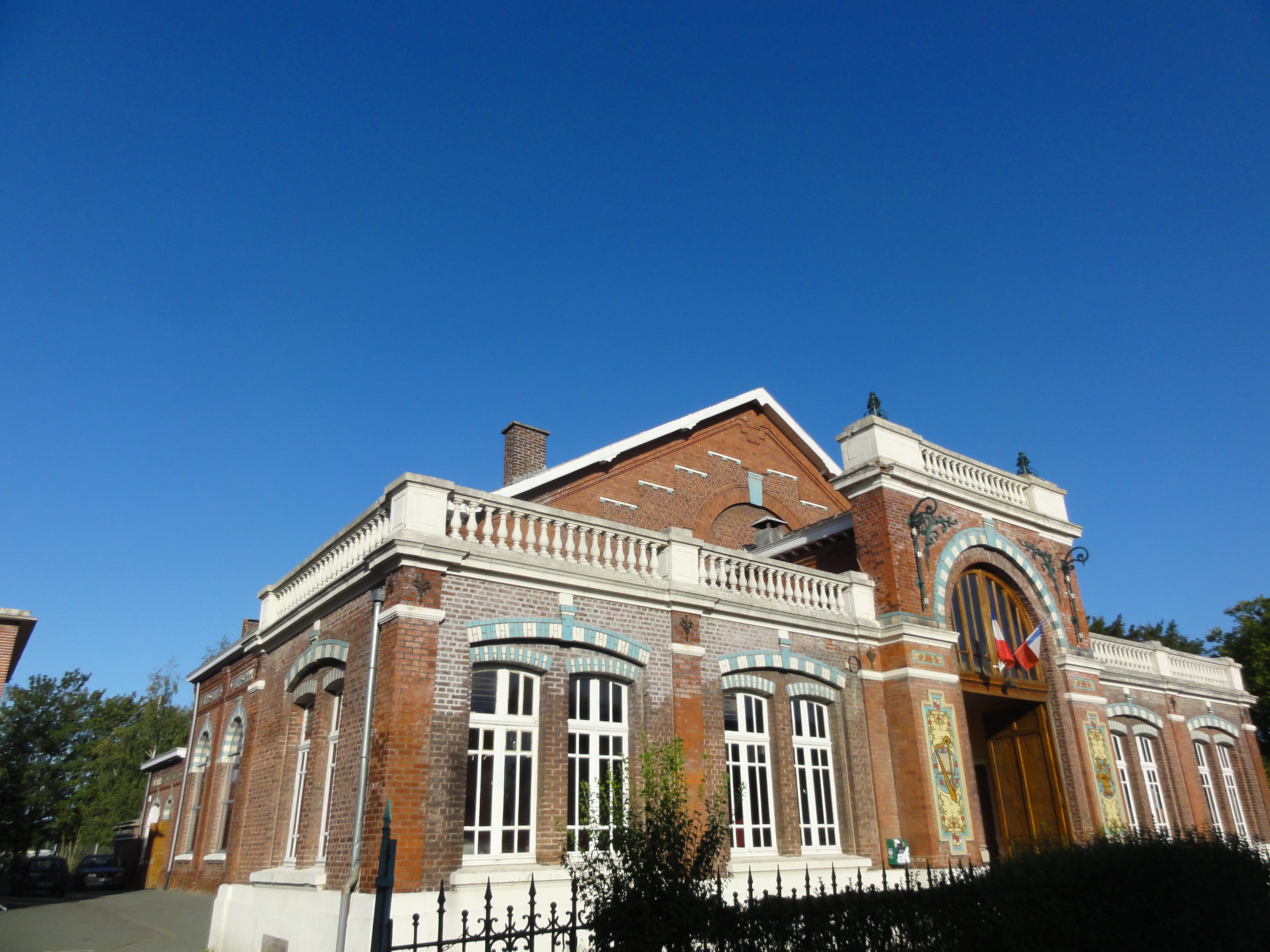
Festsaal in Wallers

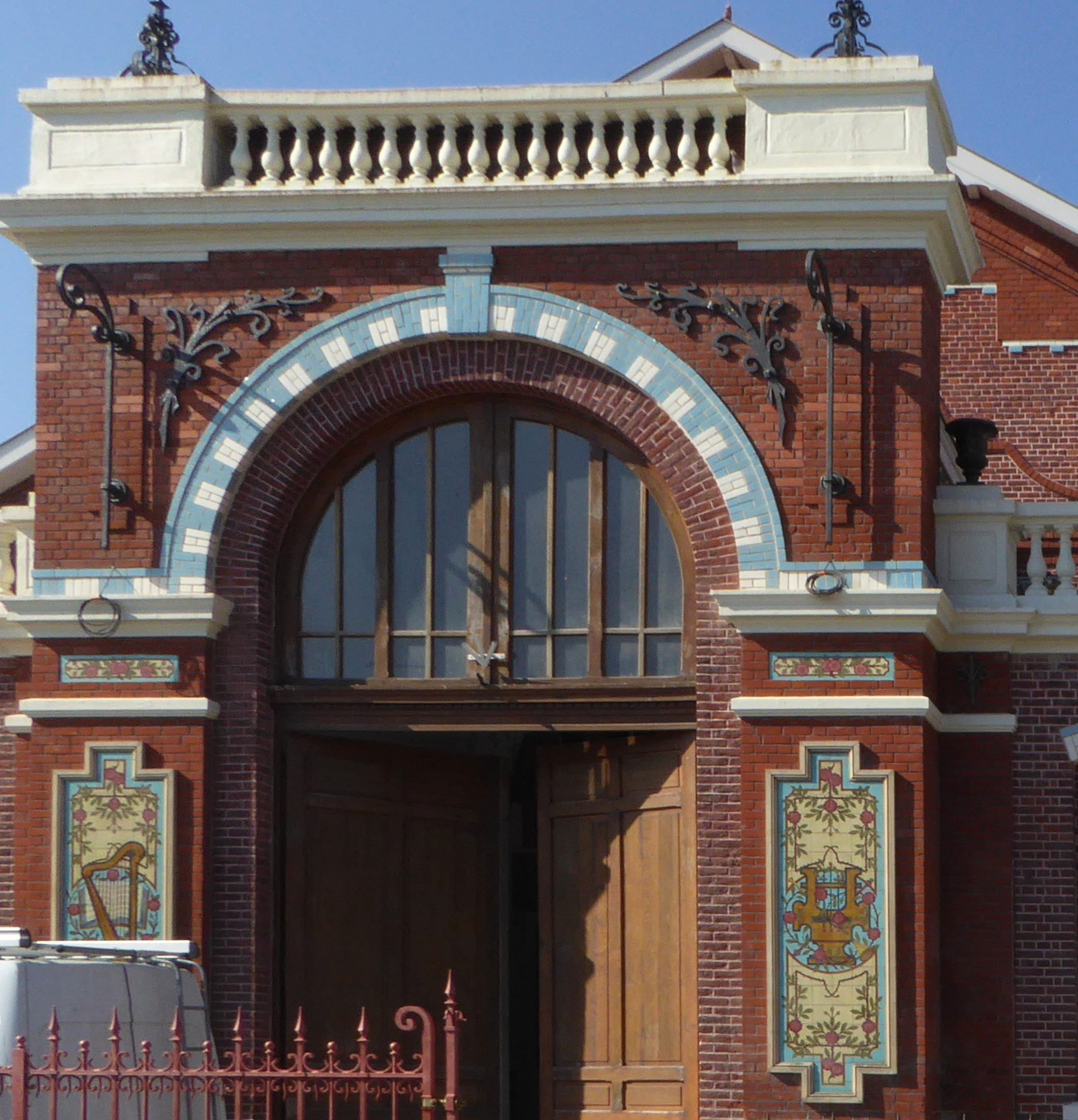
Eingang

Der Festsaal in Wallers, einer französischen Gemeinde im Département Nord in der Region Hauts-de-France, wurde 1910 durch die Compagnie des mines d'Anzin gebaut. Im Jahr 2009 wurde der Festsaal als Monument historique in die Liste der denkmalgeschützten Bauwerke (Base Mérimée) in Frankreich aufgenommen.
Der Festsaal in der Minenarbeitersiedlung Quartier d’Arenberg hat einen Saal mit einem Grundriss von 24 mal 28 Meter. Der Ziegelsteinbau besitzt ein zweigeschossiges Rundbogenportal, das sich zum Vestibül öffnet. Im linken Bereich schließt sich eine Bar und im rechten eine Bibliothek an. Im hinteren Bereich, nach dem erhöhten Bühnenbau, folgen Räume für die Künstler und die Kulissen.
Im Jahr 1977 verkaufte die Minengesellschaft den Festsaal an die Gemeinde, die ihn unter Leitung der Architekten Dodat et Villain renovieren ließ. Die Einweihung fand im Jahr 1984 statt.

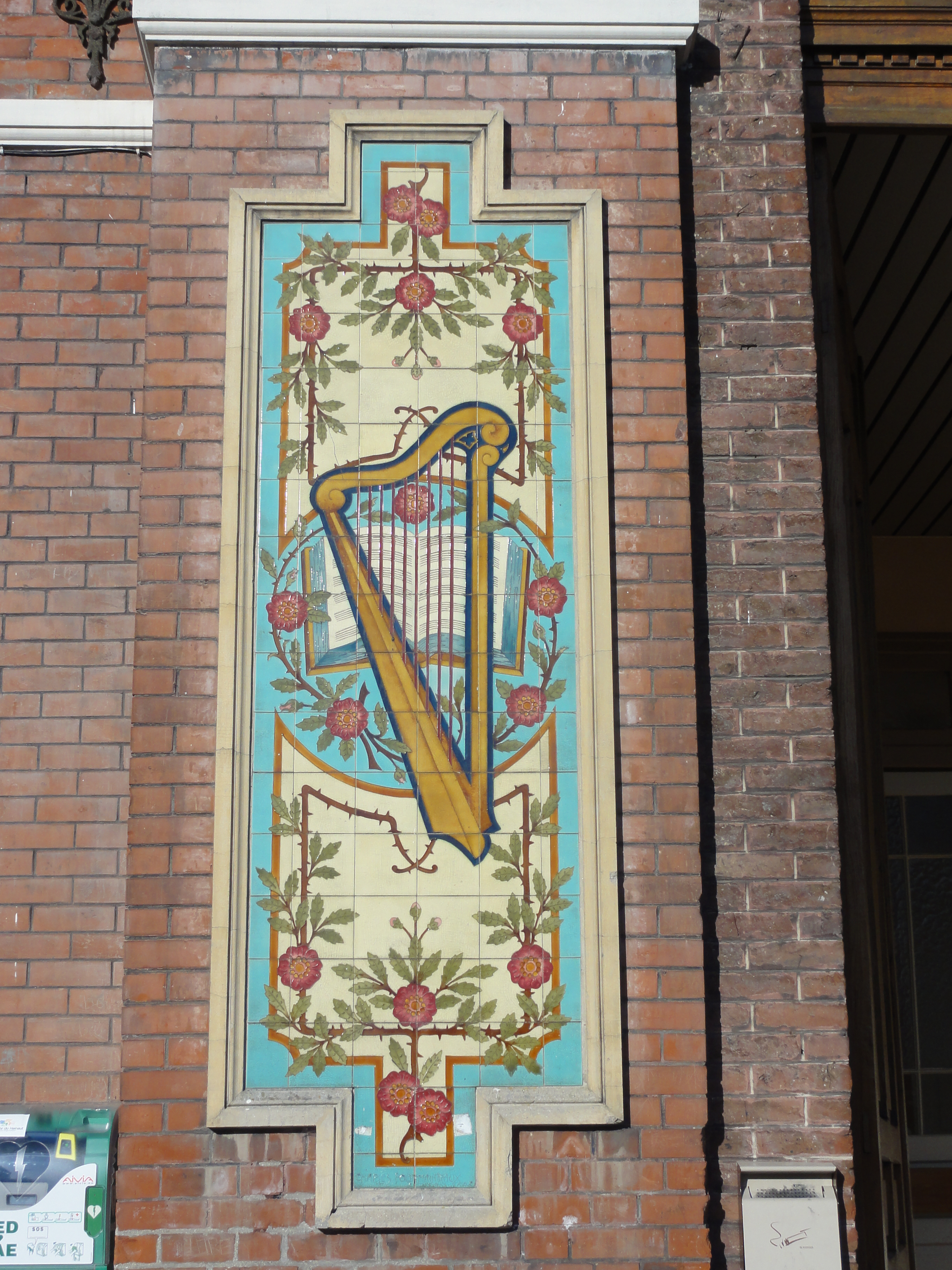
Fassadenschmuck: Keramikfliesen
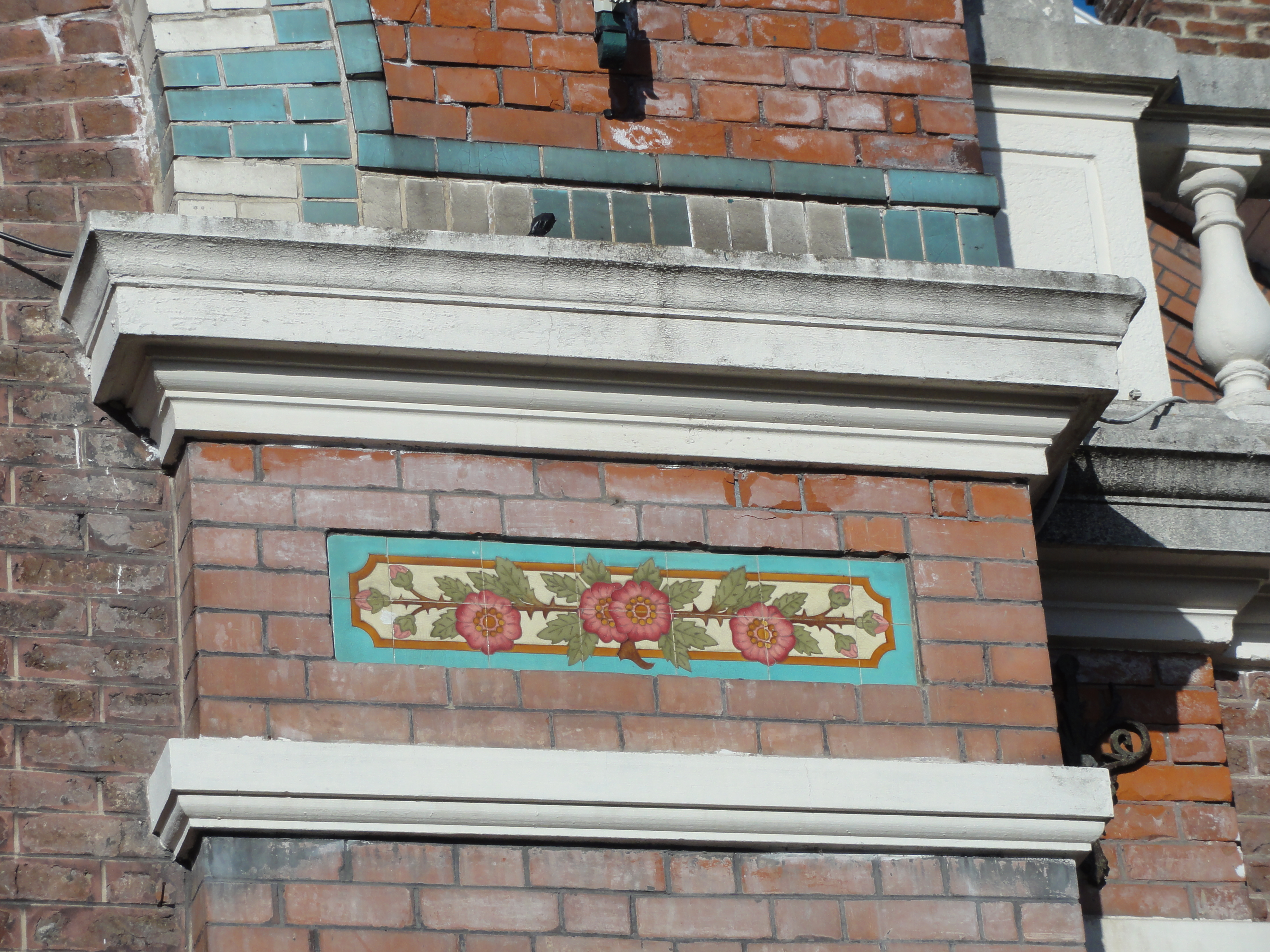
Fassadenschmuck: Keramikfliesen
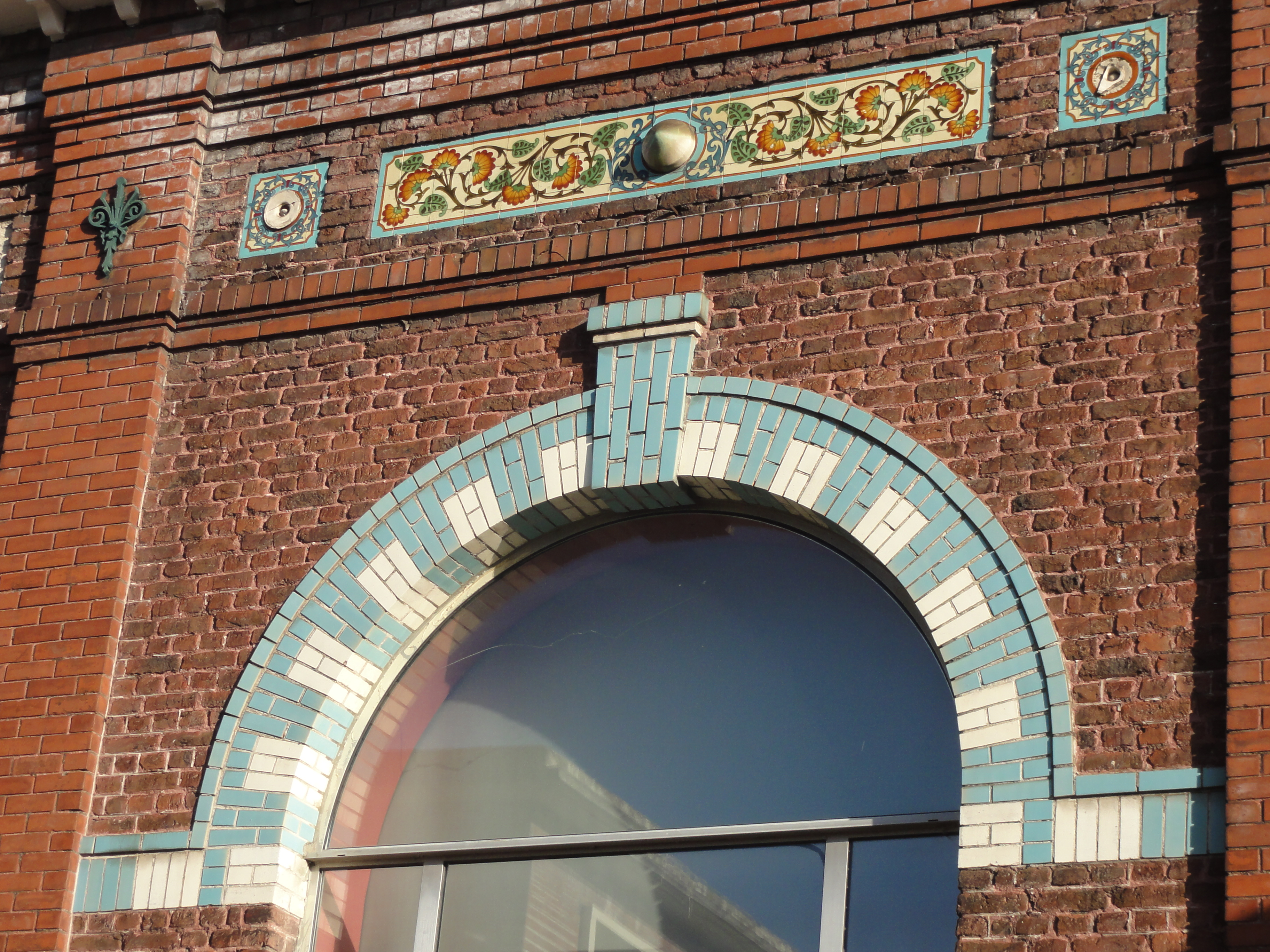
Fenster